# لاك جاكوبس كارتير (كيبك)
لاك جاكوبس كارتير (بالإنجليزية: Lac-Jacques-Cartier, Quebec)‏ هي منطقة غير المنظمة في كيبيك تقع في كندا في La Côte-de-Beaupré Regional County Municipality. يقدر عدد سكانها بـ 0 نسمة ومساحتها 4,286.40 كم2 .